# Вальтер Турнгерр
Вальтер Турнгерр (нар. 11 липня 1963, Мурі, Ааргау, Швейцарія) — швейцарський політик, шістнадцятий Федеральний канцлер Швейцарії з 1 січня 2016 року до 1 січня 2024 року. Був членом Християнсько-демократичної народної партія, яка в січні 2021 року об'єдналась із Консервативно-демократичною партією в партію «Центристи», і до складу якою він входить з моменту об'єднання.

## Біографія
Народився в муніципалітеті Мурі в кантоні Ааргау 11 липня 1963 року. В 1987 році закінчив Федеральну вищу технічну школу Цюриха за спеціальністю фізика, після цього пішов вивчати математику до Бернського університету. В 1989 році приєднався до швейцарського дипломатичного корпусу. В 2002 році був призначений державним секретарем Федерального департаменту закордонних справ Швейцарії, який тоді очолював Йозеф Дейс. Наступного року він був призначений державним секретарем Федерального департаменту економічних справ, де він працював під керівництвом міністра Паскаля Кушпена, потім Йозефа Дейса і Доріс Лойтгард. Коли Доріс Лойтгард в 2011 році перейшла до Федерального департаменту довкілля, транспорту, енергетики та комунікацій Швейцарії, Вальтер Турнгерр перейшов туди вслід за нею.
В 2015 році Федеральний канцлер Коріна Казанова покинула посаду, і 9 грудня 2015 року відбувалося обрання її наступника. Вальтер Турнгерр був першим кандидатом за 90 років, проти обрання якого ніхто не заперечував. Федеральні збори Швейцарії обрали його на посаду 230 голосами з 234. Він заступив на посаду 1 січня 2016 року. 11 грудня 2019 року він був переобраний на другий термін 219 голосами з 224.